# Conus excelsus
Conus excelsus е вид охлюв от семейство Conidae. Видът не е застрашен от изчезване.

## Разпространение и местообитание
Разпространен е в Австралия (Куинсланд), Мианмар, Нова Каледония, Провинции в КНР, Соломонови острови, Тайван, Филипини и Япония.
Обитава пясъчните дъна на морета. Среща се на дълбочина от 200 до 390 m, при температура на водата от 14 до 17,4 °C и соленост 35,2 – 35,5 ‰.